# فرناندو دياز دي لا فيغا
فرناندو دياز دي لا فيغا هو سياسي مكسيكي، ولد في 12 يناير 1953 في Guamúchil ‏ في المكسيك. نشط حزبياً في الحزب الثوري المؤسساتي. وقد انتخب عضو مجلس النواب المكسيك ‏.